# Ralph Darling

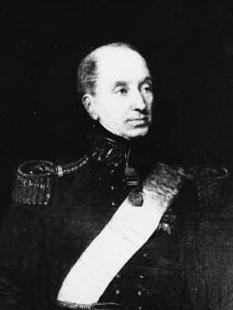
Sir Ralph Darling

Sir Ralph Darling (* 1772; † 2. April 1858 in Brighton, England) war der siebte britische Kolonial-Gouverneur in der Zeit 1825 bis 1831 in New South Wales und davor auch zeitweise Gouverneur von Mauritius. Er war ein Soldat, der bis zum Rang eines Generals aufstieg.

## Frühes Leben
Über Darlings Leben ist wenig bekannt. Ralph Darling war der älteste Sohn von Christopher Darling, einem Offizier. Ralph Darling trat 1793 in die britische Armee ein, wurde 1796 zum Captain, 1800 zum Major und 1802 zum Oberstleutnant befördert. Er kommandierte ein Regiment in der Schlacht von La Coruña und wurde 1810 anschließend zum Oberst und 1813 zum Generalmajor befördert. Am 13. Oktober 1817 heiratete er in Macau Elizabeth Dumaresq. Er hatte drei Söhne und vier Töchter. Ralph Darling wurde 1835 zum Knight Bachelor geschlagen und mit dem Großkreuz des Guelphen-Ordens ausgezeichnet. 1841 wurde er zum General ernannt.

## Mauritius
In der Zeit von 1819 bis 1824 befehligte Darling die britischen Truppen auf der Insel Mauritius, wo er vom 6. Februar 1819 bis 6. Juli 1820 das Amt des Gouverneurs in Abwesenheit von Robert Farquhar übernahm. Als dieser zurückkam und später das Gouverneursamt abgab, wurde er vom 20. Mai bis 12. Juni 1823 erneut zum Gouverneur ernannt. Die Kolonisten auf Mauritius waren Franzosen und sie beschäftigten auf den Zuckerrohrplantagen 70.000 schwarze Sklaven. Die Briten hatten die Insel vor längerer Zeit erobert und Darling wollte die französische Sklaverei beenden. Dadurch machte er sich bei den Franzosen auf Mauritius sehr unbeliebt.

## New South Wales
Ralph Darling wurde aufgrund seiner Erfahrungen in Mauritius im Jahre 1825 zum Gouverneur von New South Wales ernannt. Er änderte die damaligen Kolonialgrenzen Australiens und legte die bis heute geltenden Grenzen zwischen Western Australia und South Australia neu fest, ferner trennte er Tasmanien als eigenständige britische Kolonie ab.
Er hatte in der Kolonie New South Wales eine Finanz- und Bankreform im Auftrag der britischen Regierung durchzuführen, denn das britische Schatzamt wollte den Australischen Dollar durch britische Münzen ersetzen. Während seiner Amtszeit erhöhte sich das Einkommen der Kolonialadministration um das Doppelte und ohne Steuererhöhung konnte er die Kosten der zivilen Kolonialregierung von New South Wales begleichen. Er führte eine Neuorganisation der Administration durch und initiierte ein Executive Council und ein Legislative Council.
Darling unterstützte und förderte zahlreiche Expeditionen in Australien, wie die von Charles Sturt, die bis zum Western River, Murrumbidgee und Murray River führte. Der Botaniker Allan Cunningham ging weiter nördlich, um weitere Flüsse zu entdecken und kam bis Darling Downs, zum Richmond River und bis in die Macpherson Range. James Stirling kam bis zum Swan River und gründete dort eine Siedlung, die allerdings bald aufgegeben werden musste, ferner erkundete er den Western Port und den King George Sound.
Ralph Darling ließ Sträflinge Straßen bauen, wie die Great North Road von Newcastle über Hawkesbury bis ins Hunter Valley. Darling war trotz seiner Erfolge umstritten.
Als die Soldaten Josoph Sudds und Patrik Thompson gegen militärische Regeln verstießen, bestrafte er sie dadurch, dass er sie zum Straßenbau versetzte. Beim Vollzug der Strafe kam Sudds zu Tode. Der Justizbeauftragte Francis Forbes wies nach, dass die Versetzung der Soldaten nicht rechtens war. Aufgrund dieses Vorkommnisses wurde Darling von englischen Zeitungen und dem Australian massiv angegriffen, u. a. durch William Wentworth und Robert Wardell. Der Australian war die erste unabhängige Zeitung in Australien, davor gab es lediglich staatliche. Sie wurde von Wardell herausgegeben und wegen seiner Kritik an ihm und an der Kolonialregierung initiierte er daraufhin ein Gesetz zur Zeitungssteuer, die vier Pence je verkaufter Zeitung vorsah. Dieses Steuergesetz widerrief Forbes als unrechtmäßig.

## Ehrungen
Zur Erinnerung an Ralph Darling wurden in Australien benannt:
- Darling River
- Darling Harbour
- Darling Downs
- Darling Scarp
- Darlinghurst und Darling Point, Vororte von Sydney
- Darling Street in Balmain, einem Vorort von Sydney